# Aloe cameronii
Aloe cameronii là một loài thực vật có hoa trong họ Măng tây. Loài này được Hemsl. mô tả khoa học đầu tiên năm 1903.

## Hình ảnh

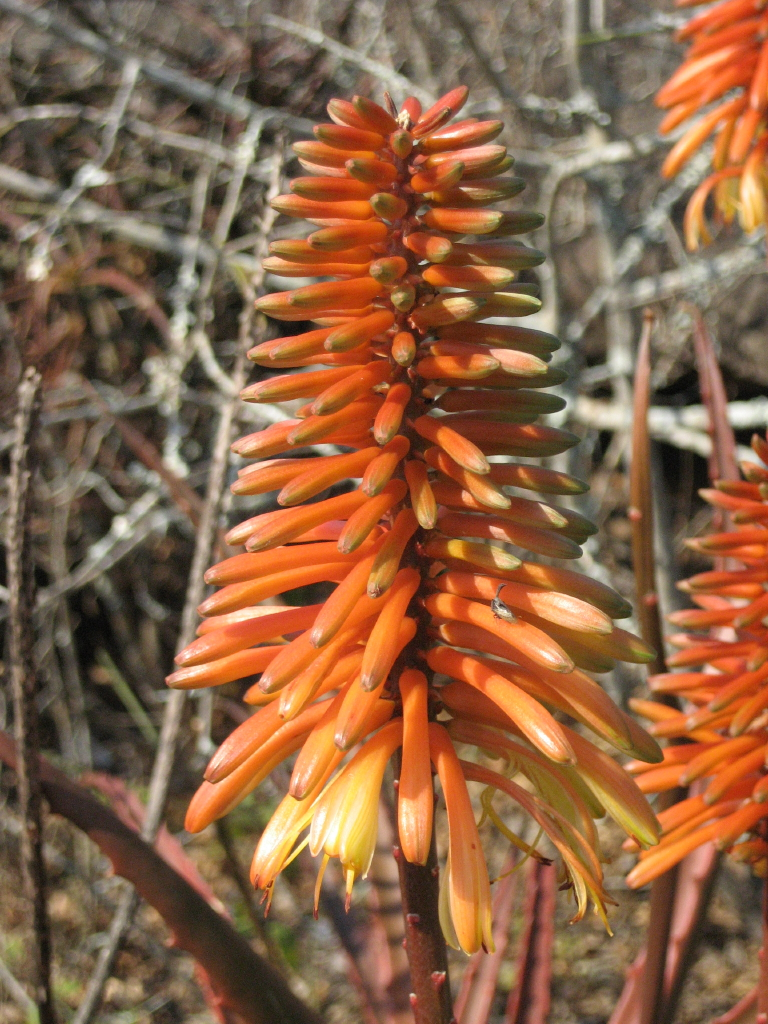
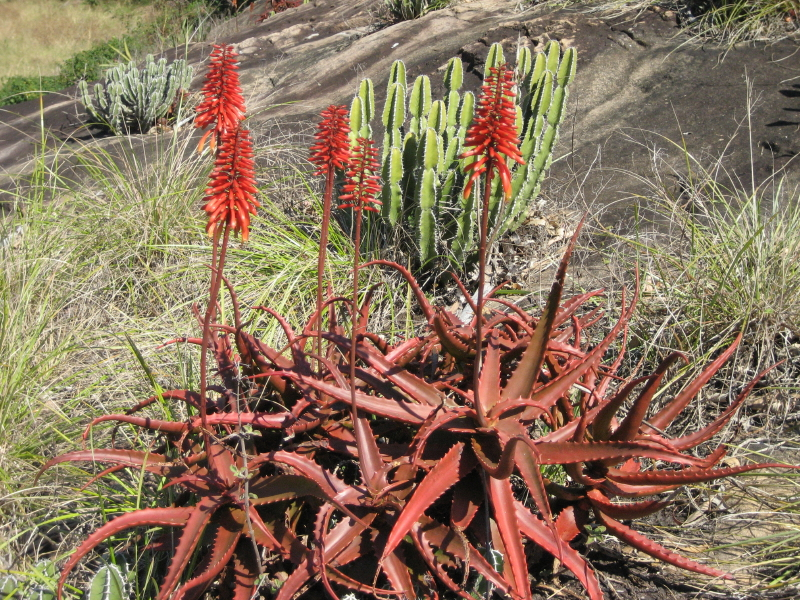
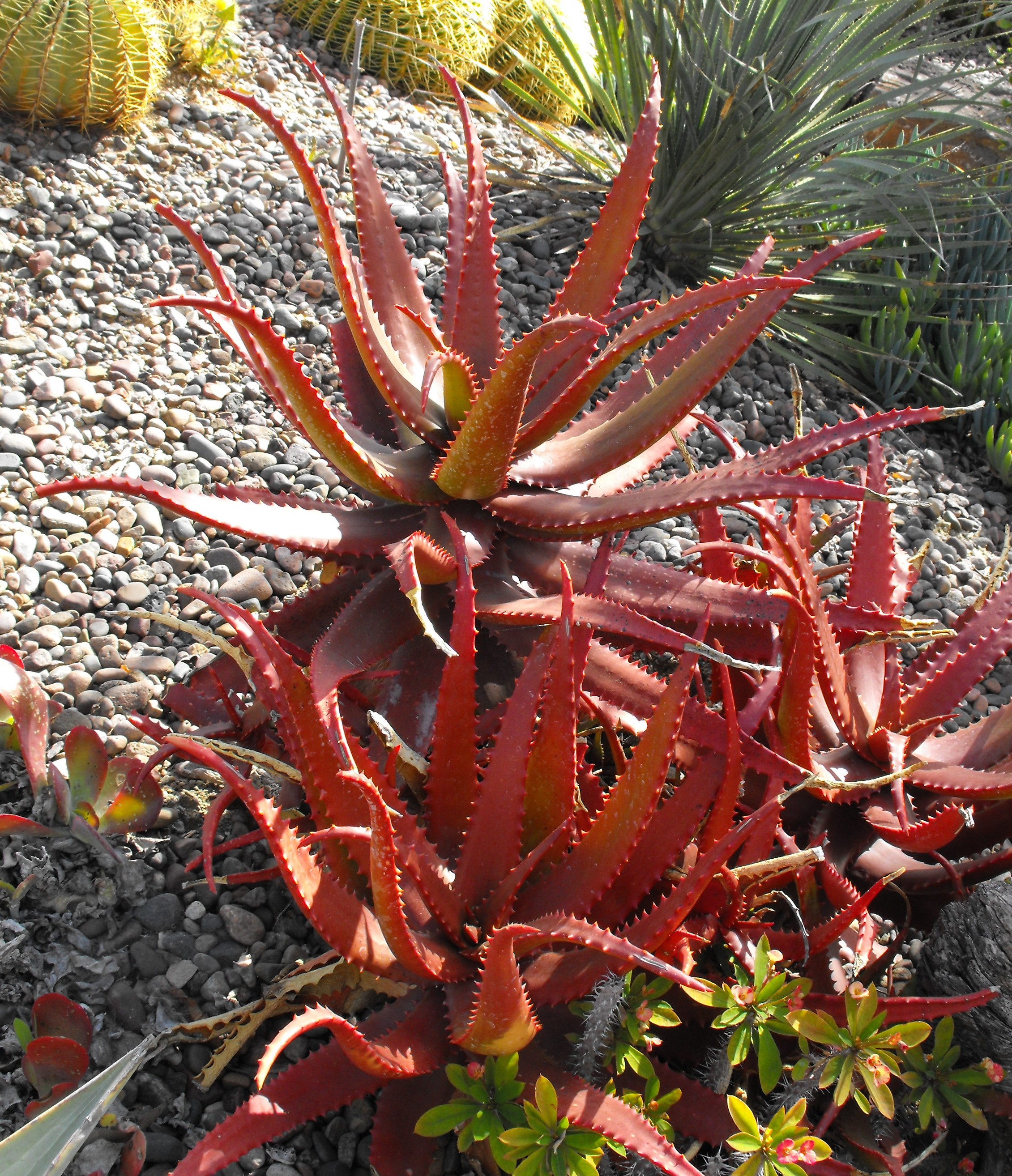
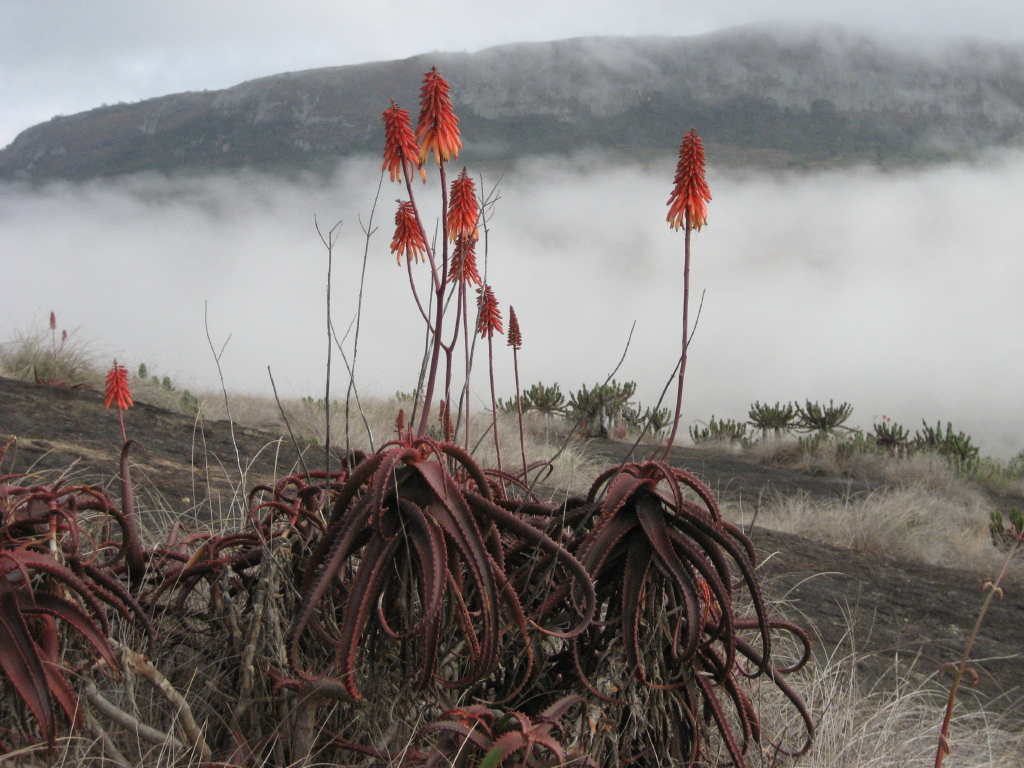